# La regina dei pirati
La regina dei pirati  (Anne of the Indies) è un film del 1951 diretto dal regista Jacques Tourneur.

## Trama
Impadronitasi di un vascello inglese, la capitana Anne Providence si fa portare davanti un prigioniero ritrovato nella stiva. Si tratta di Pierre François LaRochelle, il capitano di una nave corsara battente bandiera francese finché non è stata catturata dai britannici. Anne decide di risparmiarlo e lo prende come navigatore. Poi volge la prora verso Nassau, dove il bottino sarà diviso tra tutti. Lì, LaRochelle si eclissa per un paio d'ore senza poi voler spiegare ad Anne dove sia stato. Messo ai ferri e poi frustato, perde conoscenza. La capitana scopre nelle sue tasche la metà di una carta che dovrebbe portare al tesoro del capitano Morgan. I due fanno un patto: il tesoro sarà diviso in parti uguali in cambio di tutte le informazioni che lui possiede. LaRochelle spiega che a Nassau ha ritrovato un vecchio compagno che gli ha confidato che il resto della mappa si trova a Port Royal, in Giamaica. Il pirata Barbanera, un altro capitano, afferma di aver visto già LaRochelle insieme a degli ufficiali presenti all'impiccagione di un pirata. L'uomo si difende, dichiarando che era sì presente, ma che non ha mai partecipato alla cattura di alcun pirata. Anne, quale capitano, rivendica il diritto di formare il proprio equipaggio come vuole e difende LaRochelle: Barbanera se ne va furibondo, deciso a vendicarsi.
Qualche giorno dopo, a Port Royal, LaRochelle scende a terra e incontra degli ufficiali inglesi: LaRochelle ha passato dei mesi fingendosi prigioniero per poter riuscire a infiltrarsi tra gli uomini di Anne Providence, una capitana pirata nemica degli inglesi. Delle navi sono inviate all'assalto della Sheba Queen, la nave pirata. Ma Dugal, il braccio destro di Anna, che ha accompagnato a terra LaRochelle, sente tutto e cerca di avvisare la sua capitana. Furiosa, Anne fugge con la sua nave, riuscendo anche a rapire Molly, la donna di LaRochelle. Pierre François si mette alla testa di un equipaggio pirata per inseguire la capitana. Scopre che si sta dirigendo verso Maracaibo, dove, al mercato degli schiavi, vuole mettere in vendita Molly. Ma ne viene impedita da un medico, che rivela il rapimento. Sempre più furiosa, Anne fa prigioniero il dottore e fa vela verso il largo. Ma ecco giungere la nave inseguitrice: per non farsi colpire, Anne fa mettere Molly legata alla prua della nave, sulla linea di mira dei suoi avversari. Riesce a far colare a picco l'altro bastimento, catturando nuovamente LaRochelle. Decisa a vendicarsi, abbandona l'uomo e la sua compagna su un'isola deserta, senza acqua né viveri, un'isola chiamata "della Morte". Poi, resta all'ancora al largo, aspettando la morte dei due. Il giorno dopo, confessa al medico di aver passato una notte orribile e il dottore le spiega che si tratta del rimorso che prova. Anne affida al dottore dei viveri, una barca e degli strumenti per la navigazione da portare ai due naufraghi che potranno tornare i Giamaica.
Intanto, giunge Barbanera per ingaggiare battaglia con Anne: la battaglia infuria e la capitana resta l'unica viva sul suo bastimento. Ma per poco: mentre sta per giungere a un accordo con Barbanera, viene colpita mortalmente da un colpo di cannone.